# إليزابيث دينيهي
إليزابيث دينيهي (بالإنجليزية: Elizabeth Dennehy) هي ممثلة أمريكية، ولدت في 1 أكتوبر 1960 في جاكسونفيل في الولايات المتحدة.

## أعمال

### أفلام
- (1997) اللعبة[6]

## وصلات خارجية
- إليزابيث دينيهي على موقع IMDb (الإنجليزية)
- إليزابيث دينيهي على موقع روتن توميتوز (الإنجليزية)
- إليزابيث دينيهي على موقع ألو سيني (الفرنسية)
- إليزابيث دينيهي على موقع أول موفي (الإنجليزية)
- إليزابيث دينيهي على موقع قاعدة بيانات الأفلام السويدية (السويدية)
- إليزابيث دينيهي على موقع قاعدة بيانات الفيلم (الإنجليزية)
- إليزابيث دينيهي على موقع كينوبويسك (الروسية)